# Liste der Kulturdenkmale im Gewerbegebiet Nord
In der Liste der Kulturdenkmale in Gewerbegebiet Nord sind alle Kulturdenkmale des zur Stadt Magdeburg gehörenden Stadtteils Gewerbegebiet Nord aufgelistet. Grundlage ist das Denkmalverzeichnis des Landes Sachsen-Anhalt, das auf Basis des Denkmalschutzgesetzes vom 21. Oktober 1991 erstellt und seither laufend ergänzt wurde (Stand: 31. Dezember 2019). 

## Kulturdenkmale
| Lage                             | Bezeichnung                                 | Beschreibung | Erfassungs- nummer | Ausweisungsart | Bild                                        |
| -------------------------------- | ------------------------------------------- | --- | ------------------ | -------------- | ------------------------------------------- |
| Am Deichwall (Karte)             | Umspannwerk Rothensee                       | Umspannwerk Das Umspannwerk wurde um 1930 erbaut. Die Gebäude sind kubische Baukörper aus Backstein mit Flächdächern. | 094 76734          | Baudenkmal     | Weitere Bilder                              |
| August-Bebel-Damm 12 (Karte)     | Zinkhütte Giesche                           | Fabrik Das Verwaltungsgebäude am August-Bebel-Damm war die Verwaltung der ehemaligen Zinkhütte Giesche (Georg von Giesche Erben, Breslau) und wurde von 1933 bis 1934 erbaut. | 094 81878          | Baudenkmal     | Zinkhütte Giesche                           |
| August-Bebel-Damm 17, 19 (Karte) | Verwaltungsgebäude August-Bebel-Damm 17, 19 | Verwaltungsgebäude Das Verwaltungsgebäude des BRABAK-Hydrierwerks wurde 1935/1938 erbaut. Es war eines der wichtigsten Hydrierwerke in Deutschland zur Erzeugung von Benzin und anderen Brennstoffen aus Braunkohle. Das Gebäude ist 80 Meter lang und hat vier Geschosse. Es ist ein kubischer Backsteinbau mit einem Flachdach. Zum Baudenkmal gehört ein 80 Meter langer Bunkerbau. | 094 81879          | Baudenkmal     | Verwaltungsgebäude August-Bebel-Damm 17, 19 |

## Legende
In den Spalten befinden sich folgende Informationen:
- Lage: Nennt den Straßennamen und wenn vorhanden die Hausnummer des Kulturdenkmals. Die Grundsortierung der Liste erfolgt nach dieser Adresse. Der Link „Karte“ führt zu verschiedenen Kartendarstellungen und nennt die geographischen Koordinaten.
Link zu einem Kartenansichtstool, um Koordinaten zu setzen. In der Kartenansicht sind Baudenkmale ohne Koordinaten mit einem roten bzw. orangen Marker dargestellt und können in der Karte gesetzt werden. Baudenkmale ohne Bild sind mit einem blauen bzw. roten Marker gekennzeichnet, Baudenkmale mit Bild mit einem grünen bzw. orangen Marker.
- Offizielle Bezeichnung: Nennt den Namen, die Bezeichnung oder zumindest die Art des Kulturdenkmals und verlinkt, soweit vorhanden, auf den Artikel zum Objekt.
- Beschreibung: Nennt bauliche und geschichtliche Einzelheiten des Kulturdenkmals, vorzugsweise die Denkmaleigenschaften.
- Erfassungsnummer: Für jedes Kulturdenkmal wird in Sachsen-Anhalt eine 20stellige Erfassungsnummer vergeben. Die letzten zwölf Ziffern werden für die Untergliederung nach Teilobjekten genutzt und werden nur angegeben, soweit vergeben. In dieser Spalte kann sich folgendes Icon  befinden, dies führt zu Angaben zu diesem Baudenkmal bei Wikidata.
- Ausweisungsart: Die Einordnung des Denkmales nach § 2 Abs. 2 DenkmSchG LSA
- Bild: Ein Bild des Denkmales, und gegebenenfalls einen Link zu weiteren Fotos des Kulturdenkmals im Medienarchiv Wikimedia Commons. Wenn man auf das Kamerasymbol klickt, können Fotos zu Kulturdenkmalen aus dieser Liste hochgeladen werden: